# Lý Thường Kiệt, Ninh Bình
Lý Thường Kiệt là một phường miền núi thuộc tỉnh Ninh Bình, Việt Nam. Tên phường được đặt tên theo Lý Thường Kiệt, một danh tướng thời nhà Lý trong lịch sử Việt Nam.

## Địa lý
Phường Lý Thường Kiệt nằm cách phường Hoa Lư - trung tâm tỉnh lỵ Ninh Bình 40 km về phía Bắc, có vị trí địa lý:
- Phía đông giáp phường Phù Vân và phường Châu Sơn.
- Phía bắc giáp phường Kim Bảng.
- Phía đông nam giáp xã Tân Thanh.
- Phía tây bắc giáp phường Tam Chúc.
- Phía tây nam giáp xã Lạc Thủy của tỉnh Phú Thọ.

Phường Lý Thường Kiệt	có diện tích:	53,66	km², 	dân số:	22.958	người, mật độ dân số: 	428	người/km². 	Đây là đơn vị có diện tích xếp thứ:	7	, số dân xếp thứ: 	110	và mật độ dân số xếp thứ: 	125	trong số 129 xã, phường ở Ninh Bình.
Phường này nằm trên Quốc lộ 21B và cũng là nơi có sông Đáy chảy qua.

## Lịch sử
Theo Nghị quyết số 1674/NQ-UBTVQH15 ngày 16/6/2025 về sắp xếp các đơn vị hành chính cấp xã của tỉnh Ninh Bình năm 2025, Sắp xếp toàn bộ diện tích tự nhiên, quy mô dân số của xã Liên Sơn và xã Thanh Sơn (thị xã Kim Bảng), phường Thi Sơn thành phường mới có tên gọi là phường Lý Thường Kiệt.